# Boa Ventura de São Roque
Boa Ventura de São Roque là một đô thị thuộc bang Paraná, Brasil. Đô thị này có diện tích 622,185 km², dân số năm 2007 là 6952 người, mật độ 10,9 người/km².